# Arthur Rosenbauer

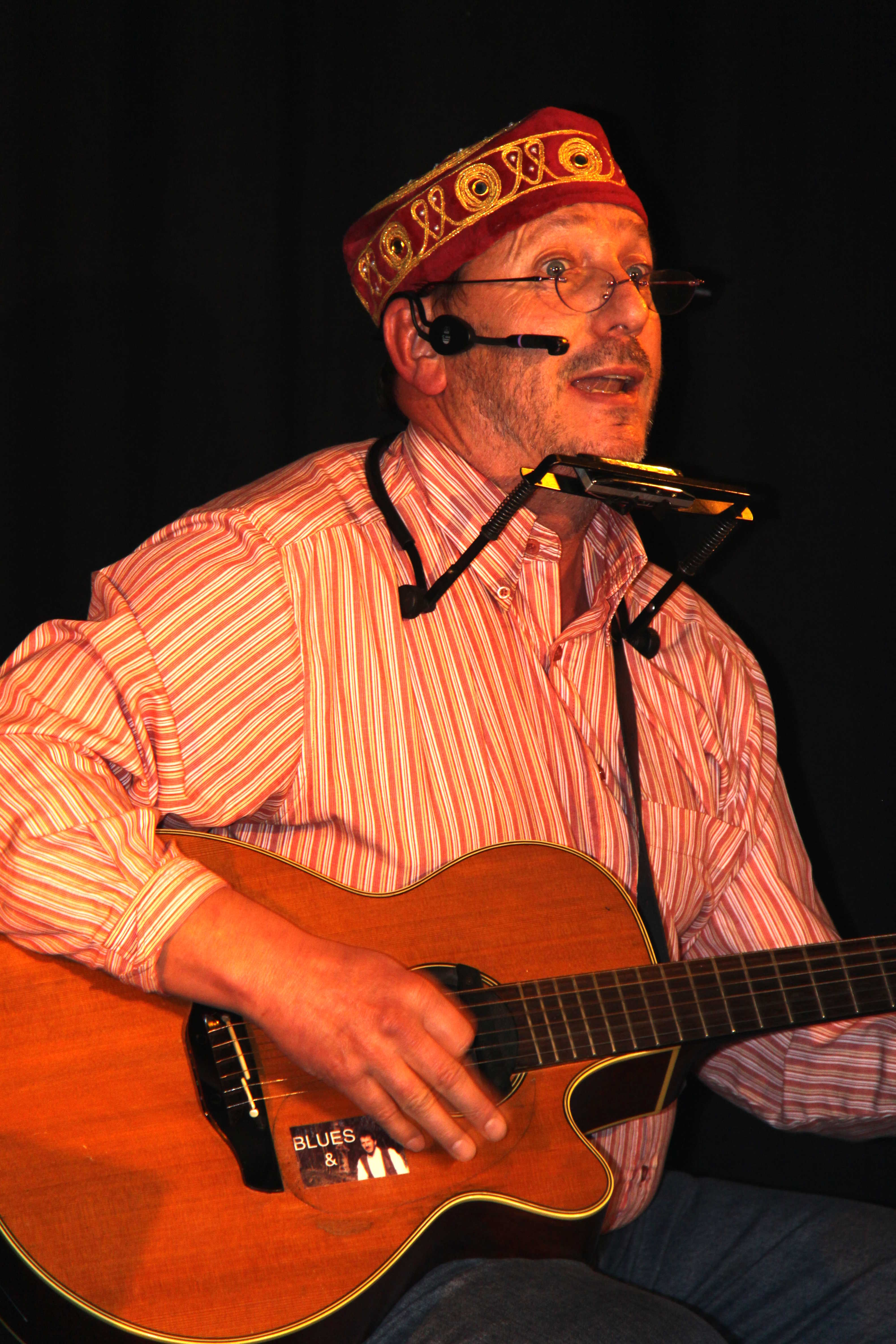
Arthur Rosenbauer bei einem Auftritt in der Weißenburger Luna-Bühne (29. Dezember 2012)

Arthur Rosenbauer (* 25. Februar 1955 in Weißenburg in Bayern) ist ein fränkischer Musiker, Liedermacher und Weltmusiker. Rosenbauer ist zudem Autor mehrerer lokalhistorischer Publikationen.

## Leben
Im Alter von fünf Jahren erlernte Rosenbauer beim Musikdozenten Josef Spielberger das Zitherspiel. Unterricht in Musik und Harmonielehre rundeten diese Ausbildung ab. Seine ersten Auftritte mit der Zither hatte er 1963 im heimischen Raum. Ab 1972 studierte er Gitarre und lernte in der Nürnberger Blues-Szene seinen Mentor, John Winch aus England, kennen. Es folgten Auftritte im Taubertal, im „Schmelztiegel“ und in der „Kaiserburg“ in Nürnberg.
Durch die Vielzahl der Instrumente, die er heute beherrscht, hat er sich einen eigenen Platz in der Liedermacherszene erarbeitet. So spielt er als einer der wenigen Rock-, Blues- und Jazzmusiker in Deutschland nicht nur Zither und Gitarre, sondern auch Blues-Harp, Drehleier, Dulcimer, Raritäten wie die chinesische Guzheng (Wölbbrettzither) oder die nepalesische Kurzhalsgeige und weitere Instrumente.
Als Künstler, begleitet von Norbert Fleischmann, seinem Perkussionisten, ist er nicht nur regional aktiv, sondern auch in Österreich, der Schweiz und Italien. Im Lauf der Jahre hat er viele große Musik-Events wie z. B. das Bardentreffen in Nürnberg, besucht und dabei mehrere Preise gewonnen. Besonders herausragend ist sein 4. Platz beim Internationalen Liedermachercontest in München, 2006.
Mit Chanyuan Zhao, einer virtuosen Guzhengspielerin aus China, stand er beim Liedermacherfestival in Treuchtlingen und dem Bardenfestival in Ellingen auf der Bühne. Hier trafen östliche und westliche Musikstile aufeinander. Musikalisch beeinflusst haben ihn auch seine Touren nach Nepal. Rosenbauer lebt in Treuchtlingen.

## Chronist der Bergwerksgeschichte im Altmühltal
Der Bayerische Rundfunk erstellte einen Dokumentarfilm über die Bergwerksgeschichte im Naturpark Altmühltal. Dieser Beitrag wurde in der Sendung Zwischen Spessart und Karwendel gezeigt. Das begleitende Buch Vergessene Geheimnisse – wiederentdeckt erschien im Herbst 2010 und wurde von der "Wilhelm und Christine Hirschmann Stiftung" Treuchtlingen mit einer Zuwendung von 10.000 Euro gefördert. Sein zweites Buch Höhlen, Grotten und Dolinen, Region Altmühlfranken wurde im Jahr 2013 mit einer Zuwendung von 5.000 Euro gefördert. Die von ihm dokumentierte Geschichte des Erzbergbaus um das Schmelzzentrum Obereichstätt hat die Politik animiert, den Lehrpfad Grubschwart als neues Ziel für den Fremdenverkehr im Naturpark Altmühltal zu schaffen.

## Weitere Fernsehbeiträge
- Herstellung eines Messers aus einer Rennofen Luppe beim Schmiedefest in Thalmannsfeld (2012)
- Einweihung des montanhistorischen Lehrpfades „Grubschwart“ (2012)
- Eiskeller im südlichen Franken.  Kühlschränke für Brauereien (2013)
- Rennöfen und die Erzschmelze in Landersdorf (2013)

## Veröffentlichungen
- CD Blues & Events-Live (1999)
- CD Einfach Mittendrin (2000), Livemitschnitt
- CD Zeitlos
- CD Traumzeiten (2004)
- CD A gescheids Gwerch (2005)
- CD Horch zu (2007) mit Volker Heißmann, Frankenbänd und Günther Stößel u. a.
- CD Horch zu (2008) mit Kerners Kombo, Conny Wagner, PengertzRatzn, Wassd scho? Bassd scho, u. a.
- CD Des basst scho (2008)
- CD Hulzschliegl und Krapfenfresser (2009)

## Sachbücher
- Vergessene Geheimnisse – wieder entdeckt. Der Bergbau im Naturpark Altmühltal zwischen Altmühl, Anlauter und Donau, wek-Verlag, Treuchtlingen / Berlin 2010, ISBN 978-3-934145-81-8
- Höhlen, Grotten und Dolinen. Faszinierende Welt unter der Erde, Region Altmühlfranken, wek-Verlag, Treuchtlingen / Berlin 2010, ISBN 978-3-934145-87-0
- Ein Dorf rettet seinen Dialekt – Die Sprachinsel Auernheim, wek-Verlag, Treuchtlingen / Berlin 2015, ISBN 978-3-934145-95-5
- Geheimnis „Uhlberg“ – Im Grenzgebiet zwischen Wahrheit und Mystik, 2. Auflage, Weißenburg 2022, ISBN 978-3-00-059570-7